# Quintá de Lor
Quintá de Lor (llamada oficialmente Santa María de Quintá de Lor) es una parroquia española del municipio de Quiroga, en la provincia de Lugo, Galicia.

## Límites
Limita con las parroquias de Barxa de Lor (Puebla del Brollón) y Vilar de Lor al norte, Nocedo al este, Aguasmestas al sur, y Vilachá y Liñares (Puebla del Brollón) al oeste.

## Organización territorial
La parroquia está formada por catorce entidades de población, constando trece de ellas en el nomenclátor del Instituto Nacional de Estadística español:
- Carballo do Lor (O Carballo de Lor)
- Castí
- Conceado
- Freixeiro (O Freixeiro)
- Margaride
- Pacio (O Pacio)
- Paradela
- Pozos
- Riomaior
- San Pedro
- Santa Andrea
- Sobrado (O Sobrado)
- Trampilla (A Trampilla)
- Xanelo (O Xanelo)

## Demografía
| Gráfica de evolución demográfica de Quintá de Lor entre 2000 y 2020 |
|                                                                     |
| Datos según el nomenclátor publicado por el INE.                    |

## Lugares de interés
- Iglesia de Santa María.
- Explotación romana de oro "Covas do Medo", en Margaride.